# Armoriale dei comuni della provincia di Treviso

Stemma della Provincia di Treviso

Questa pagina contiene le armi (stemmi e blasonature) dei comuni della provincia di Treviso.
| Stemma                        | Comune e blasonatura | Gonfalone e/o bandiera           |
| ----------------------------- | --- | -------------------------------- |
|                               | Altivole Tre colli su fondo azzurro sorgenti dalla riviera d'argento accompagnati in capo da una corona all'antica d'oro e circondati da due rami di quercia e di alloro annodati da nastro dai colori nazionali R.D. del 25 gennaio 1937 Gonfalone: Drappo partito di bianco e d'azzurro riccamente ornato di ricami d'argento e caricato dello stemma comunale con l'iscrizione centrata in argento: Comune di Altivole D.P.R. del 15 luglio 1982 |                                  |
|                               | Arcade Campo di cielo, al naturale con tre archi murati di nero, sopra un fiume fluttuante d'azzurro e d'argento, accompagnato in capo da arcobaleno, posto in banda. Ornamenti esteriori da Comune. Decreto reale in data 24 dicembre 1928, registrato alla Corte dei Conti il 29 gennaio 1929, Reg. 2, Foglio 5 Gonfalone: drappo di azzurro… D.P.R. del 3 giugno 1986 |                                  |
|                               | Asolo Di rosso, al leopardo illeonito d'argento. D.C.G. del 9 luglio 1931 Bandiera: della forma di una bandiera avente il drappo rosso caricato del leopardo dello stemma d'argento accostato in basso dalle lettere maiuscole "CA" pure d'argento, attaccato per il lato corto ad un'asta sormontata da una freccia. Gonfalone: drappo di rosso… |                                  |
|                               | Borso del Grappa Castello di tre torrioni d'oro, aperto e finestrato di nero, merlato alla guelfa, in campo verde R.D. del 16 maggio 1940 Gonfalone: Drappo partito di verde e di giallo, riccamente ornato di ricami d'argento e caricato dallo stemma con la iscrizione centrata in argento COMUNE DI BORSO DEL GRAPPA. R.D. del 16 maggio 1940 |                                  |
|                               | Breda di Piave |                                  |
|                               | Caerano di San Marco Di rosso, al leone di San Marco d'oro, rivoltato, afferrante con la zampa anteriore sinistra il libro aperto, d'argento, con la scritta, in caratteri capitali di nero, sulla prima pagina, EVANGELIUM, sulla seconda, SANCTI MARCI, il leone fermo sulla campagna di verde, caricata dalla fascia ridotta, ondata, d'argento, con ornamenti esteriori da Comune. DPR del 20 febbraio 1985 Gonfalone: Drappo partito di rosso e di giallo riccamente ornato di ricami d'argento e caricato dello stemma sopradescritto con la iscrizione centrata in argento: COMUNE DI CAERANO DI SAN MARCO. |                                  |
|                               | Cappella Maggiore D'azzurro, alla fontana d'argento, zampillante, accostata in capo da tre api d'oro dal volo spiegato, ordinate in fascia. Ornamenti esteriori da comune. D.P.R. del 22 settembre 1963 Gonfalone: Drappo partito, di bianco e di azzurro, riccamente ornato di ricami d'argento e caricato dello stemma con iscrizione centrata in argento: comune di Cappella Maggiore. D.P.R. del 22 settembre 1963 |                                  |
|                               | Carbonera D'azzurro, al castello d'oro, di tre torri merlate (la centrale più elevata) alla guelfa, aperto e finestrato di rosso, fondato sulla campagna di nero. Gonfalone: Drappo di colore rosso cupo, riccamente ornato di ricami d'oro e caricato al centro dello stemma comunale sormontato dallo stemma del Comune, con sopra la scritta “CARBONERA”. |                                  |
|                               | Casale sul Sile Di oro, ad una torre di cotto rotonda e finestrata con un giro di archetti e cuspidale. Gonfalone: Drappo d'oro… |                                  |
|                               | Casier D'oro, al castello merlato, torricellato di uno, di rosso, murato, aperto e finestrato di nero, fondato su pianura di verde, col capo d'azzurro a due corone, d'oro all'antica, poste in fascia, dalle quali escono due rami di palma decussati, al naturale. Ornamenti esteriori da Comune. R.D. del 2 agosto 1929 Gonfalone: Drappo di rosso… |                                  |
|                               | Castelcucco Castello con mura merlate alla guelfa e due torri, di colore rosso in campo d'argento. DPR 25 marzo 1993 Gonfalone: drappo partito di rosso e di bianco… |                                  |
|                               | Castelfranco Veneto Di rosso, alla croce d'argento accantonata, al primo e quarto dal leone di San Marco, nel primo punto rivoltato; al secondo e terzo alla stella (6) il tutto d'oro. Ornamenti esteriori da Città. DM del 30 agosto 1910 Gonfalone: Drappo di tela di raso color avorio di metri uno per due. Deliberazione del consiglio comunale n. 45 del 18 aprile 1966 |                                  |
|                               | Castello di Godego D'argento, alla muraglia di rosso, mattonata di nero, merlata di otto merli aguzzi, uscente dai fianchi e fondata sulla pianura erbosa, di verde, aperta del campo con grande porta gotica, sostenente a sinistra la torre rettangolare, di rosso, mattonata di nero, vista in prospettiva, finestrata con finestra gotica del campo, merlata alla guelfa con sette merli visibili, quattro sul lato maggiore, tre sul lato volto a destra e visto in prospettiva, essa muraglia sostenente a destra altra torre, quadrata, di rosso, mattonata di nero, più piccola, merlata di quattro merli alla guelfa visibili, cimata dall'asta di nero, munita di pennone di azzurro sventolante a sinistra. Ornamenti esteriori da Comune. Gonfalone: Drappo di rosso. DPR 11 dicembre 1997 |                                  |
|                               | Cavaso del Tomba D'argento, al monte di verde, sormontato da una torre merlata di due e coperta, il tutto di rosso, murata, chiusa e finestrata di nero, capo d'azzurro. Corona da Comune. R.D. del 5 settembre 1929 Gonfalone: Drappo di azzurro riccamente ornato di ricami d'argento e caricato dello stemma sopra descritto con la iscrizione centrata in argento: Comune di Cavaso del Tomba. R.D. del 5 settembre 1929 |                                  |
|                               | Cessalto |                                  |
|                               | Chiarano Di rosso, a tre spighe di grano d'oro, nodrite su campagna di verde; il tutto abbassato ad un capo d'oro, caricato di una stella d'azzurro, raggiata di sei. Ornamenti esteriori da Comune. D.P.R. del 29 ottobre 1979 Gonfalone: drappo troncato di rosso e d'azzurro… |                                  |
|                               | Cimadolmo Di azzurro, all'olmo di verde, con tronco attraversante, al naturale, nodrito nella parte inferiore della campagna di verde, essa campagna caricata dal fiume di argento, uscente dai fianchi, posto a guisa di fascia-concava, fortemente diminuita, sdoppiata nel centro, tale da formare un ovale a modo d'isola, posta in fascia, di verde. Ornamenti esteriori di Comune. Gonfalone: Drappo partito di bianco e di azzurro riccamente ornato di ricami d'argento e caricato dello stemma sopra descritto con la indicazione centrata in argento recante la denominazione del Comune. Le parti di metallo ed i cordoni saranno argentati. L'asta verticale sarà ricoperta di velluto dei colori del drappo, alternati con bullette argentate poste a spirale. Nella freccia sarà rappresentato lo stemma del Comune e sul gambo inciso il nome. Cravatta coi nastri tricolorati dai colori nazionali frangiati d'argento. DPR 21 dicembre 1989 |                                  |
|                               | Cison di Valmarino Di rosso, al decusse d'argento. Ornamenti esteriori da Comune. Gonfalone: drappo partito di bianco e di rosso… DPR 12 ottobre 1987 |                                  |
|                               | Codognè Di argento, al torrione di rosso, mattonato di nero, aperto del campo, merlato di tre alla guelfa, munito del cordolo a tre quarti di altezza, fondato sulla pianura di verde. Ornamenti esteriori da Comune. Gonfalone: Drappo troncato di verde e di rosso, riccamente ornato di ricami d'argento e caricato dallo stemma sopra descritto con la iscrizione centrata in argento, recante la denominazione del Comune. DPR 29 dicembre 1995 |                                  |
|                               | Colle Umberto Due colli al naturale su sfondo azzurro, sormontati ciascuno da una stella d'argento. Gonfalone: Drappo partito, di bianco e di azzurro… |                                  |
|                               | Conegliano D'azzurro alla croce d'oro. Ornamenti esteriori di città Il blasone recita invece: "D'azzurro alla croce di giallo [sic]. Ornamenti esteriori da Comune. DPR 21 febbraio 1972 Gonfalone: Drappo di giallo… |                                  |
|                               | Cordignano D'azzurro, al leone sinistrato, d'oro, con la fascia di rosso, attraversante, addestrato da due stelle pure d'oro, una in capo e l'altra in punta. Ornamenti esteriori da Comune. DCG del 6 settembre 1928 Gonfalone: drappo di azzurro alla fascia di rosso… |                                  |
| Stemma concesso ufficialmente | Cornuda Troncato dalla fascia abbassata d'argento, caricata della parola Cornuda di nero: nel primo di cielo, alle due torri al naturale, poste una accanto all'altra, ciascuna merlata di tre pezzi alla guelfa, aperta e finestrata di due del campo (1-1), fondate sulla cima di due colli di verde, moventi dai fianchi e dalla troncatura; nel secondo di rosso pieno; alla bordatura ristretta d'oro. Ornamenti esteriori da Comune. Gonfalone: drappo di azzurro alla fascia di rosso… Stemma concesso ufficialmente: Di rosso, alla pergola rovesciata d'argento, accostata da due stelle di sei raggi d'oro ed accompagnata in punta dalla lettera maiuscola C di nero. Ornamenti esteriori da Comune. R.D. del 31 gennaio 1929, RR.LL.PP. del 10 giugno 1929 |                                  |
|                               | Crespano del Grappa (dal 2019 frazione del comune di Pieve del Grappa) Rappresentazione dell'evangelista Marco ammantato di rosso, con il Vangelo nella destra ed il leone alato accovacciato ai suoi piedi in campo azzurro. Gonfalone: Drappo di colore rosso, riccamente ornato di ricami d'argento e caricato dello stemma comunale con l'iscrizione centrata in argento: "COMUNE DI CRESPANO DEL GRAPPA". Le parti di metallo ed i nastri saranno argentati. |                                  |
|                               | Crocetta del Montello D'oro, ad un cuneo di verde, movente dalla punta, caricato da un boschetto di noci d'oro, nodrito su terreno pure d'oro; il cuneo cimato della croce del Calvario di rosso è addestrato da una fabbrica d'azzurro con ciminiera dello stesso fumante ed è sormontato da due spighe di rosso decussate; a sinistra un bosco di verde (Montello) radicato su terreno dello stesso; in capo una fascia d'azzurro mareggiata d'argento (Piave). Ornamenti esteriori da Comune D.P.R. del 26 aprile 1983 Gonfalone: Drappo partito di rosso e di azzurro… |                                  |
|                               | Farra di Soligo D'argento, al castello di rosso, torricellato di un pezzo centrale, merlato alla guelfa, aperto e finestrato del campo, sormontato da un croce patente di nero, scorciata. Ornamenti esteriori da Comune. Gonfalone: Drappo partito di rosso e di bianco riccamente ornato di ricami d'argento e caricato dello stemma sopra descritto con l'iscrizione centrata in argento: Comune di Farra di Soligo. DPR 6 ottobre 1953 |                                  |
|                               | Follina Troncato: il primo di rosso, al follo antico d'argento che compie la follatura di un drappo d'azzurro; il secondo d'argento alla torre civica di rosso, uscente dalla punta, finestrata del campo, caricata di un quadrante d'argento di antico orologio veneto, con sfere e ore di nero. In basso attraversante la torre, la scritta in nero “A. Fvllonibvs”. Ornamenti esteriori da Comune. Gonfalone: Drappo di colore azzurro riccamente ornato di ricami d'argento e caricato dello stemma sopradescritto con l'iscrizione centrata in argento. Comune di Follina. DPR 6 ottobre 1953 |                                  |
|                               | Fontanelle Gonfalone: drappo di bianco… |                                  |
|                               | Fonte Campo di cielo, al monte di verde, sormontato da un castello diruto di rosso, murato di nero, con due sorgenti di acqua uscenti e zampillanti da due fianchi del monte. Ornamenti esteriori da Comune. DPR 25 aprile 1929 Gonfalone: Drappo di colore azzurro riccamente ornato di ricami d'argento e caricato dello stemma comunale con l'iscrizione centrata in argento: Comune di Fonte. DPR 19 ottobre 1933 |                                  |
|                               | Fregona D'argento, al castello di rosso, murato e chiuso di nero, la cortina merlata di cinque alla guelfa, torricellato di un pezzo centrale, finestrato di nero come la smattonatura, merlata di tre alla guelfa, attraversante due spade di azzurro, poste in croce di Sant'Andrea, con le punte all'ingiù. Gonfalone: Drappo di colore azzurro… |                                  |
|                               | Gaiarine D'azzurro, alla torre d'oro, aperta e murata di nero, merlata di quattro alla ghibellina fondata su una campagna ghiaiosa d'argento ed accostata ai due lati da un albero al naturale, nodrito sulla campagna. Lo scudo sarà fregiato da ornamenti di comune. Gonfalone: Drappo di colore azzurro della forma prescritta, riccamente ornato di ricami d'argento e caricato dello stemma con l'iscrizione centrata in argento: COMUNE DI GAIARINE. Decreto di Vittorio Emanuele III - Re d'Italia - in data 10 giugno 1929 |                                  |
|                               | Giavera del Montello D'azzurro, al volo di tre rondini in fascia su un dosso di verde caricato da una fonte d'azzurro e da due timoni affrontati; sul fianco destro del dosso, che è sormontato a sinistra dal San Marco illeonito d'oro, è radicata una quercia al naturale. Ornamenti esteriori da comune. Gonfalone: Drappo di rosso, riccamente ornato di ricami d'argento e caricato dello stemma sopradescritto con la iscrizione centrata in argento: Comune di Giavera del Montello. D.P.R. del 5 luglio 1964 |                                  |
|                               | Godega di Sant'Urbano Di rosso, alla croce d'argento accostata in capo da due stelle dello stesso di otto raggi, attraversata dalla figura di Sant'Urbano martire al naturale, incatenato, fermo sulla campagna di verde. Ornamenti esteriori di Comune D.P.R. 10 luglio 1962 Gonfalone: drappo di rosso… |                                  |
|                               | Gorgo al Monticano R.D. 14 marzo 1929 Gonfalone: drappo di bianco… |                                  |
|                               | Istrana Partito d'azzurro e d'oro, alla losanga dell'uno all'altro. Ornamenti esteriori da Comune. Gonfalone: Drappo partito di giallo e d'azzurro riccamente ornato di ricami d'argento e caricato dello stemma sopra descritto con la iscrizione centrata in argento: Comune di Istrana. DPR n. 2252 del 29 maggio 1981 |                                  |
|                               | Loria Scudo con fondo d'argento, con tre fiamme al naturale poste 1 e 2, sormontato da corona di comune. Decreto 23 giugno 1927 Gonfalone: drappo di bianco… |                                  |
|                               | Mansuè |                                  |
|                               | Mareno di Piave Scudo con fondo d'azzurro scuro alla banda ondata d'azzurro ed accostata da un grappolo d'uva e covone di spighe di grano al naturale e circondato da due rami di quercia e d'alloro, annodati da un nastro dai colori nazionali. Il gonfalone e lo stemma riconosciuti con Decreto del P.d.R. in data 09.07.1975 trascritto nei registri dell'Ufficio Araldico dell'Archivio Centrale dello Stato il 03.10.1975. |                                  |
|                               | Maser Fondo d'azzurro, a tre montagne, una accanto all'altra, al naturale, sostenenti, quelle di destra e di sinistra, un albero di olivo al naturale, fruttato d'oro e quella del centro, un albero di vite, pampinosa, al naturale fruttata d'oro, intrecciandosi coi rami al tronco degli olivi. L'attuale stemma ufficiale del Comune, venne riconosciuto con decreto di Vittorio Emanuele III, re d'Italia, datato S. Anna di Valdieri, il 23 agosto 1929 Gonfalone: Drappo di giallo… DPR 28 luglio 1977 |                                  |
|                               | Maserada sul Piave D'azzurro ad una barchetta con remigante, il tutto al naturale, natante sopra un fiume mareggiato d'argento ed accompagnato in capo da due stelle d'argento. Ornamenti esteriori di comune". Motto: "MACERIATA". Gonfalone: Drappo d'azzurro sul quale saranno riprodotto con stessi smalti e la stessa disposizione, tutte le figure che si trovano nello stemma del comune. Decreto del 24 febbraio 1926 |                                  |
| Versione con scudo sannitico  | Meduna di Livenza |                                  |
|                               | Miane «Di rosso, al castagno d'oro, nodrito sulla collina fondata in punta, erbosa al naturale, attraversato sul tronco dalla vacca d'argento, ferma sulla collina. Ornamenti esteriori da Comune.» Il gonfalone è un drappo di bianco. |                                  |
|                               | Mogliano Veneto Partito: Nel PRIMO, su uno sfondo azzurro, campeggia un monte gobbato sopra al quale sono poste la luna e una stella a otto punte. Il monte poggia su una campitura dorata. Nel SECONDO, su uno sfondo verde, una cornucopia rovescia delle pesche e delle spighe. Questi simboli poggiano su una campitura a onde azzurre e dorate. Gonfalone: Drappo partito di bianco e di azzurro… |                                  |
|                               | Monastier di Treviso Partito semitroncato: nel primo, di azzurro, al campanile della abbazia benedettina di Monastier, d'argento, murato di nero, cimato dal suo caratteristico cupolino d'argento sostenente la crocetta di nero, esso campanile fondato sulla pianura di verde; nel secondo, di verde, alle tre spighe di grano, d'oro, impugnate, legate di rosso; nel terzo, di rosso, al monte all'italiana di sei colli, di verde, fondato in punta, sostenente la croce latina di nero, i tre colli di base caricati della parola PAX, di nero, una lettera maiuscola per colle. Ornamenti esteriori da Comune. Gonfalone: Drappo partito di rosso e di bianco riccamente ornato di ricami d'argento e caricato dello stemma sopra descritto con la iscrizione centrata in argento, recante la denominazione del Comune. DPR n. 1141 del 9 febbraio 1990 |                                  |
|                               | Monfumo Tre torri su tre colli |                                  |
|                               | Montebelluna D'azzurro alla figura della dea Bellona vestita d'argento e di rosso, coperta dell'elmo, armata di lancia e fiancheggiata a destra dalla torre d'oro merlata alla ghibellina e dall'albero al naturale sul colle di verde, con ornamenti esteriori da Comune. Gonfalone: Drappo azzurro al palo di bianco riccamente ornato di ricami d'argento e caricato dello stemma comunale con l'iscrizione centrata in argento: COMUNE DI MONTEBELLUNA. DPR 29 ottobre 1952 |                                  |
|                               | Morgano Bandato di rosso e d'argento; sul tutto un leone d'oro passante, in banda. Ornamenti esteriori da Comune Gonfalone: Drappo partito di bianco e di rosso riccamente ornato di ricami d'argento e caricato dello stemma sopra descritto con la iscrizione centrata in argento: Comune di Morgano. DPR 25 febbraio 1983 |                                  |
|                               | Moriago della Battaglia Troncato d'azzurro e di rosso, alla fascia ondata d'argento sulla partizione: il 1° alla torre quadrata al naturale, aperta e finestrata di nero, merlata alla guelfa; il 2° al cippo al naturale, murato, caricato di una lapide, cimato da una croce del calvario d'oro. Ornamenti esteriori da Comune. Gonfalone: Drappo d'azzurro riccamente ornato di ricami d'argento e caricato dello stemma sopra descritto con la iscrizione centrata in argento: Comune di Moriago della Battaglia. DPR 8 aprile 1970 Bandiera: Drappo di bianco con la bordatura partita di azzurro e di rosso, caricato dallo stemma del Comune. L'asta sarà ornata dalla cravatta con nastri tricolorati dai colori nazionali. DPR 5 aprile 2006 |                                  |
|                               | Motta di Livenza Di rosso, alla croce d'argento, accompagnata da due stelle a 8 raggi dello stesso poste nei due cantoni superiori dello scudo; segni esteriori di Città. Gonfalone: Drappo di colore bianco caricato dell'Arma sopra descritta e ornato di ricchi fregi d'oro. DPR 22 luglio 1991 |                                  |
|                               | Nervesa della Battaglia D'azzurro, al monte d'oro di tre cime ordinate in fascia di cui la centrale sostenentte una torre di due palchi d'argento, merlata alla ghibellina, murata di nero e le laterali sostenenti un abete al naturale; il tutto su campagna inquartata di nero e d'argento. Ornamenti esteriori da Comune. Gonfalone: Troncato di bianco e d'azzurro, riccamente ornato di ricami d'argento e caricato dello stemma del comune con l'iscrizione centrata in argento: Comune di Nervesa della Battaglia. DPR 10 luglio 1973 Bandiera: drappo troncato di bianco e di azzurro, caricato dallo stemma del Comune. L'asta sarà ornata dalla cravatta tricolorata dai colori nazionali. |                                  |
|                               | Oderzo Scudo attraversato da una croce bianca in campo rosso, con due bianche stelle a 6 punte una per angolo superiore della medesima croce. Dallo stemma pende la croce dell'Ordine dei Cavalieri di Malta. Sopra lo stemma una corona con cinque torri, simbolo della città. Sotto lo stemma un ramoscello di alloro e uno di quercia si incrociano tra di loro. Gonfalone: Drappo di bianco riccamente ornato di ricami d'oro e caricato dello stemma civico con l'iscrizione, centrata in oro, "Città di Oderzo". Le parti in metallo ed i cordoni sono dorati. L'asta verticale è ricoperta di velluto bianco con bullette dorate poste a spirale. Nella freccia è rappresentato lo stemma della Città e sul gambo inciso il nome. Cravatta con nastri tricolori dai colori nazionali frangiati di oro". Dal Gonfalone pendono due croci quali benemerenze della Guerra Mondiale 1915-1918: Croce al Merito di Guerra e Croce della 3ª Armata, con relativi nastri. |                                  |
|                               | Ormelle L'odierno stemma del Comune viene alla luce, con decreto del Presidente della Repubblica, emanato il 16 giugno 1970 ed ha la seguente descrizione: "Di rosso alla banda d'azzurro, caricata da tre stelle d'argento ed accostata da un olmo sradicato al naturale e da una croce patente di bianco, scorciata e biforcata". Ogni particolare dello stemma ha un suo preciso significato. Il colore rosso del fondo rappresenta simbolicamente il prodotto distintivo di questa terra generosa, cioè il vino rosso o meglio il caratteristico Raboso Piave che ha in questa zona uno dei centri di maggior produzione. L'interno dello stemma trae invece origine dalla rappresentazione simbolica dei tre centri che compongono il Comune. La fascía azzurra che, da sinistra a destra e dall'alto in basso, attraversa lo scudo, simboleggia il fiume Píave e rappresenta la frazione di Roncadelle che ne è lambita. Sopra la fascia, sulla destra, l'immagine di un olmo raffigura il Capoluogo, che deve probabilmente a questa pianta la sua denominazione. Infìne, in basso a sinistra, è disegnata la croce bianca dei Cavalieri di Malta (e non dei Cavalieri Templari che è rossa su sfondo bianco), sìmbolo della frazione di Tempio e che come tale è oggi collocata alla confluenza delle arcate all'esterno del porticato della chiesa monumentale di Tempio. I centri sono infine, figurati nel loro numero, dalle tre stelle d'argento inserite nella fascia azzurra. (tratto dallo Statuto Comunale) |                                  |
|                               | Orsago Una mano impugnante una penna d'oca d'argento in atto di scrivere, nella parte superiore in campo rosso; un orso bruno, fermo, nella parte inferiore, in campo argentato. D.P.R. del 19 gennaio 1962 |                                  |
|                               | Paderno del Grappa Troncato: il PRIMO, d'oro, all'aquila bicipite, di nero, linguata di rosso, rostrata d'oro, allumata di rosso; il SECONDO: inquartato: il 1°, d'argento, alla rosa di rosso, bottonata d'oro; il 2°, di azzurro, alla rosa di rosso, bottonata d'oro; il 3°, di azzurro; il 4°, di argento. Ornamenti esteriori da Comune. Gonfalone: Drappo troncato di bianco e di azzurro, riccamente ornato di ricami d'argento e caricato dallo stemma sopra descritto con la iscrizione centrata in argento, recante la denominazione del Comune. DPR 1º giugno 1998 |                                  |
|                               | Paese Un covone di grano d'oro, accostato dalla metà verso l'alto da 5 stelle d'argento su sfondo azzurro. D.P.R. del 4 dicembre 1954 Gonfalone: Drappo partito di bianco e giallo… |                                  |
|                               | Pederobba D'azzurro alla fascia da due alberi d'argento. Lo scudo sarà sormontato dalla corona di Comune. Gonfalone: Drappo d'azzurro riccamente ornato da ricami d'argento e caricato dello stemma comunale con l'iscrizione centrata in argento: Comune di Pederobba. R.D. del 27 aprile 1913 |                                  |
|                               | Pieve di Soligo Trinciato di rosso e d'azzurro, alla banda d'azzurro bordata d'argento attraversante, caricata nel centro da una fascia d'argento. Il primo alla croce gigliata d'oro, accostata a destra da due pali d'argento; il secondo a tre torri al naturale poste in fascia, fondate sulla campagna di verde, accostate a sinistra da due pali d'argento. La campagna caricata della scritta “SOLICUM” in caratteri lapidari d'oro. Ornamenti esteriori da Comune. 16.04.1958 Gonfalone: Drappo trinciato di tre: di rosso, di bianco e di azzurro… |                                  |
|                               | Ponte di Piave |                                  |
|                               | Ponzano Veneto Di verde alla spiga d'oro, accompagnata nel canton destro del capo da una stella (6) dello stesso. Ornamenti esteriori di Comune. Profilo araldico del gonfalone Drappo di giallo palato di verde riccamente ornato di ricami d'argento e caricato dello stemma sopradescritto, con l'iscrizione centrale in argento: Comune di Ponzano Veneto. DPR del 19 aprile 1956 |                                  |
|                               | Portobuffolé |                                  |
|                               | Possagno Partito semitroncato nel primo d'azzurro alla serpe d'oro ondeggiante in palo, di quattro spire, rivoltato; nel secondo di campo di cielo a due colline al naturale di verde, quella di destra fondata in punta; nel terzo d'azzurro al triangolo intrecciato col cerchio d'oro. Ornamenti esterni da Comune. Gonfalone: Drappo di giallo riccamente ornato di ricami d'argento e caricato dello stemma sopra descritto con la iscrizione centrata in argento: Comune di Possagno. DPR 13 dicembre 1983 |                                  |
|                               | Povegliano Campo di cielo, all'orizzonte marino visto da una collina movente dalla punta dello scudo, il tutto al naturale; alla fascia d’argento abbassata in punta con la scritta: "AGER PAULANUS" di nero; col capo abbassato di rosso, alla croce d'argento, accostata nei quarti superiori da due stelle dello stesso (8). [Capo del Littorio.] Ornamenti esteriori da Comune. RD del 30 marzo 1936 Gonfalone: Drappo partito di azzurro e di bianco… |                                  |
|                               | Preganziol Partito: nel primo d'azzurro, ai nove abeti d'argento, terrazzati sulla pianura al naturale; nel secondo di rosso, allo stabilimento industriale costituito da quattro capannoni e dalla ciminiera fumante d'argento; sulla partizione il pastorale d'oro, col manico rivoltato posto nel capo, e ornato da una pannocchia di granoturco e da una spiga di frumento, entrambe d'oro, poste sotto il manico in decusse. Ornamenti esteriori da Comune. Gonfalone: Drappo partito di rosso e d'azzurro riccamente ornato di ricami d'argento e caricato dello stemma sopra descritto con la iscrizione centrata in argento: Comune di Preganziol. DPR 11 ottobre 1983 |                                  |
|                               | Quinto di Treviso Troncato: il PRIMO, di azzurro, al cippo miliare di figura approssimativamente trapezoidale, d'argento, caricato dal numero romano cinque, di rosso, esso cippo fondato sulla linea di partizione; il SECONDO, di verde, alla fascia ondata di argento. Ornamenti esteriori da Comune. Gonfalone: Drappo di colore azzurro, riccamente ornato di ricami d'argento, nel centro del quale, è posto lo stemma dell'Ente, così come sopra descritto, con l'iscrizione “Comune di Quinto di Treviso” centrata in argento. DPR 21 giugno 1934 |                                  |
|                               | Refrontolo D'argento, alla fascia di azzurro, passante dietro il fusto di un albero al naturale nodrito su campana di verde. Ornamenti esteriori da Comune. DPR 25 agosto 1953 Gonfalone: Drappo partito di bianco e d'azzurro, riccamente ornato di ricami d'argento e caricato dello stemma sopradescritto con l'iscrizione centrale in argento: "Comune di Refrontolo". | Gonfalone in uso                 |
|                               | Resana D'argento, a due spade manicate d'oro, poste in croce di S. Andrea con le punte rivolte in basso, caricate da un castello di rosso, torricellato da un pezzo centrale, merlato alla guelfa, aperto e finestrato del campo. Ornamenti esteriori da Comune. Gonfalone: Drappo partito di rosso e di bianco, riccamente ornato di ricami d'argento e caricato dallo stemma sopra descritto con l'iscrizione centrata in argento: COMUNE DI RESANA. DPR 4 novembre 1960 |                                  |
|                               | Revine Lago Troncato: nel 1º di rosso, alla montagna al naturale, uscente dalla partizione, franante sulla sinistra e accostata nel canton destro del capo da un pastorale d'oro, posto in palo; nel 2º d'oro, al lago di due bacini d'azzurro, ombrato d'argento. Gonfalone: Drappo troncato, di giallo e di rosso, riccamente ornato di ricami d'argento e caricato dello stemma sopra descritto con la iscrizione centrata in argento: Comune di Revine Lago. DPR 10 luglio 1970 |                                  |
|                               | Riese Pio X Partito: al primo d'azzurro, al castello d'argento, sormontato da due stelle dello stesso; al secondo d'azzurro, all'ancora di nero, uscente da un mare ondato d'argento, sormontata da una stella di sei raggi d'oro; col capo d'argento, al leone di San Marco. Lo scudo fregiato di ornamenti da Comune. R.D. del 23 febbraio 1928 Gonfalone: Drappo bianco al palo di bianco riccamente ornato di ricami d'argento intestato COMUNE DI RIESE PIO X e riportante lo stemma come sopra descritto. D.P.R. dell'11 marzo 1953 |                                  |
|                               | Roncade D'azzurro, al tronco d'albero al naturale, segato in banda nel cui centro è infissa una roncola d'argento manicata di legno. DPR 20 giugno 1956 Gonfalone: Drappo partito di bianco e di azzurro riccamente ornato di ricami d'argento e caricato dello stemma sopradescritto con l'iscrizione centrata in argento: COMUNE DI RONCADE. |                                  |
|                               | Salgareda |                                  |
|                               | San Biagio di Callalta |                                  |
|                               | San Fior D'azzurro, all'arbusto sradicato, fogliato nel busto di due, una e una, munito di tre rami posti a ventaglio, fogliati ciascuno di quattro, due e due, il tutto d'oro, i rami cimati ciascuno dal fiore di quattro petali d'argento, al capo d'argento caricato dalle tre sbarre di nero e sostenuto dalla fascia diminuita di rosso. Gonfalone: Drappo troncato di azzurro e di fianco riccamente ornato di ricami d'argento e caricato dello stemma sopra descritto con la iscrizione centrata in argento recante la denominazione del comune. D.P.R. del 3 febbraio 1989 |                                  |
|                               | San Pietro di Feletto Lo stemma raffigura la millenaria chiesa dedicata a san Pietro, su sfondo azzurro. Gonfalone: Drappo di bianco… |                                  |
|                               | San Polo di Piave D'azzurro, al basso torrione di rosso, chiuso e mattonato di nero, merlato alla guelfa di sette, fondato sulla pianura di verde, sormontato dalla daga posta in palo, d'argento, guarnita d'oro, con la punta all'ingiù. Ornamenti esteriori da Comune. Gonfalone: Drappo di rosso… D.P.R. del 4 giugno 1987 |                                  |
|                               | San Vendemiano D'argento, alla banda di rosso, caricata dal pastorale con il manico rivoltato, accollato dal tralcio di vite, pampinoso di tre e fruttato del grappolo d'uva posto all'interno del manico, il tutto d'argento. Ornamenti esteriori da Comune. Gonfalone: Drappo di rosso riccamente ornato di ricami d'argento e caricato dello stemma sopra descritto con la iscrizione centrata in argomento: Comune di San Vendemiano. D.P.R. n. 1004 20 marzo 1984 |                                  |
|                               | San Zenone degli Ezzelini D'azzurro, alla torre d'argento, merlata alla ghibellina, cintata da capo e collo di struzzo d'argento, movente della torre, tenente col becco un ferro di cavallo dello stesso, e crestato di rosso. Motto: Finis Eccelinorum. R.D. del 29 agosto 1889 |                                  |
| Stemma precedentemente in uso | Santa Lucia di Piave Gonfalone: drappo di giallo Stemma precedentemente in uso: Di rosso, alla corona d'oro di quattro punte, circondata da due rami di palma decussati, alla stella (6) di argento in punta. Ornamenti esteriori da Comune. Gonfalone precedentemente in uso: Drappo partito di rosso e di giallo riccamente ornato di ricami d'argento e caricato dello stemma sopradescritto con l'iscrizione centrale in argento. Comune di S: Lucia di Piave. D.P.R. del 28 gennaio 1953 | Gonfalone precedentemente in uso |
|                               | Sarmede Due fasce d'argento in campo rosso, passanti dietro un covone di grano, fruttato e fogliato d'oro, con stella a sei raggi d'argento posta in alto a destra. DPR 18 ottobre 1958 Gonfalone: Drappo troncato di rosso e di bianco… |                                  |
|                               | Segusino Prima partitura con i colori d'argento e di rosso sormontata da un castello. La seconda partitura sormontata da un albero fruttato con il motto "E labore fructus". |                                  |
|                               | Sernaglia della Battaglia Di rosso, alla fascia di azzurro, attraversata da due spade d'argento, impugnate d'oro, passate in croce di S. Andrea, con le punte rivolte all'insù; sul tutto tre monti di verde all'italiana. Delibera del consiglio comunale n. 31 del 2 ottobre 1950 Gonfalone: Drappo di azzurro… |                                  |
|                               | Silea Di argento, a tre pali di azzurro, caricati ognuno in capo da una spiga di grano d'oro, con fascia d'argento trasversale. Gonfalone: drappo partito di azzurro e di bianco… |                                  |
|                               | Spresiano D'azzurro, all'isola non alberata di verde, in un mare d'argento; col capo d'argento, caricato del motto "SPERCIGLANUS" di rosso. Ornamenti esteriori da Comune. RD 18 aprile 1929 Gonfalone: Drappo partito di bianco e di nero. RD 28 gennaio 1932 |                                  |
|                               | Susegana D'azzurro, al castello al naturale torricellato di uno, merlato alla guelfa, aperto e finestrato del campo, fondato su un colle di verde, alla fascia scaccata di nero e d'argento, attraversante. Ornamenti esteriori del Comune. Gonfalone: Drappo partito d'azzurro e di bianco, riccamente ornato di ricami d'argento, e caricato dello stemma sopra descritto con l'iscrizione centrale in argento. D.P.R. del 2 aprile 1955 |                                  |
|                               | Tarzo D'argento, alla fascia d'azzurro accompagnata in capo da una mitria episcopale al naturale accostata da due stelle, di sei raggi, di azzurro e in 2 punta da un albero nodrito su pianura di verde, il tutto al naturale. Ornamenti esteriori da Comune. Gonfalone: Drappo partito d'azzurro e di bianco, riccamente ornato di ricami d'argento e caricato dello stemma sopra descritto con la iscrizione centrata in argento: COMUNE DI TARZO. DPR 21 maggio 1958 |                                  |
|                               | Trevignano D'azzurro, alla pergola d'argento, accompagnata in capo da una spiga di grano d'oro. Ornamenti esteriori da Comune. Gonfalone: Drappo partito, di bianco e d'azzurro, riccamente ornato di ricami d'argento e caricato dello stemma sopra descritto con l'iscrizione centrata in argento: Comune di Trevignano. D.P.R. del 4 agosto 1973 |                                  |
|                               | Treviso Di rosso, alla croce d'argento, accantonata in capo da due stelle del secondo, di otto raggi, circondato da due rami di quercia e d'alloro, annodati da un nastro dai colori nazionali. Decreto del 22 agosto 1941 Gonfalone: drappo partito di azzurro e di bianco… |                                  |
|                               | Valdobbiadene Figura di Diana cacciatrice, in parte di carnagione ed in parte ammantata d'argento, con l'arco e la faretra d'oro seguita da un cane al naturale entrambe le figure poste su nubi d'oro. R.D. del 25 settembre 1929 |                                  |
|                               | Vazzola Troncato: nel 1º campo di cielo, a due torri al naturale moventi dalla troncatura; nel 2º di verde, alla banda d'argento. D.P.R. del 24 luglio 1929 Gonfalone: drappo partito di bianco e di verde… |                                  |
|                               | Vedelago Gonfalone: Drappo troncato di bianco e di azzurro… |                                  |
|                               | Vidor D'argento, al castello di rosso, fondato su campagna verde, aperto e ornato e murato di nero, merlato alla guelfa e torricellato di un pezzo. D.P.R. del 16 gennaio 1979 |                                  |
|                               | Villorba Inquartato: il PRIMO, inquartato di nero e di argento; il SECONDO, di rosso, alle tre lance d'oro, alternate da due rose dello stesso; il TERZO, di verde, alle tre fasce ondate di azzurro, fluttuose di argento; il QUARTO, di azzurro, alle due torri d'oro, murate di nero, finestrate e chiuse dello stesso, merlate di tre alla guelfa, uscenti dai fianchi, fondate in punta, esse torri visibili per la sola metà, e unite dalla catena di nero, con effetto di catenaria. Ornamenti esteriori da Comune. Gonfalone: drappo di giallo con la bordatura di azzurro, riccamente ornato di ricami d'argento e caricato dallo stemma comunale con l'iscrizione centrata in argento, recante la denominazione del Comune. Le parti di metallo ed i cordoni saranno argentati. L'asta verticale sarà ricoperta di velluto dei colori del drappo, alternati, con bullette argentate poste a spirale. Nella freccia sarà rappresentato lo stemma del Comune e sul gambo inciso il nome. Cravatta con nastri tricolorati dai colori nazionali frangiati d'argento. |                                  |
|                               | Vittorio Veneto Inquartato di rosso e di azzurro, alla croce d'argento, attraversante; esso scudo cimato dalla corona di città. Motto: "VICTORIA NOBIS VITA" DM del 25 gennaio 1872 Gonfalone: Drappo partito di rosso e di azzurro caricato della scritta in oro in alto "CITTÀ DI VITTORIO VENETO" e in basso "VICTORIA NOBIS VITA". |                                  |
|                               | Volpago del Montello Di rosso, al monte di verde, movente dalla punta, cimato da un albero di quercia al naturale, accollato da un ramo di vite pampinoso e fruttato d'oro, con due volpi al naturale, rampanti alle falde del monte. Ornamenti esteriori da Comune. Gonfalone: Drappo di bianco. RD 5 settembre 1929 |                                  |
|                               | Zenson di Piave Stemma d'azzurro, al rocchio di colonna, d'oro, sostenuto dal piedistallo rettangolare, fondato in punta, dello stesso, accompagnato in capo dalle lettere maiuscole Z F B male ordinate, d'oro; il tutto, sormontato dalla stella di cinque raggi, dello stesso. Ornamenti esteriori da Comune. Gonfalone: Drappo di giallo con la bordatura di azzurro. DPR 10 dicembre 2014 |                                  |
|                               | Zero Branco Troncato: nel primo, di rosso, alla croce pomata d'oro; nel secondo, d'azzurro, al castello di rosso, fondato sulla campagna di verde, munito di tre torri, la centrale più bassa merlate di quattro alla guelfa; alla fascia ridotta d'argento, caricata della scritta in lettere capitali romane di nero: S.M. DE ZAIRO. Ornamenti esteriori da Comune. DPR 18 luglio 1984 Gonfalone: Drappo di verde riccamente ornato di ricami d'argento e caricato dello stemma sopra descritto con la iscrizione centrata in argento: Comune di Zero Branco. |                                  |